# Kanton Hennebont
Der Kanton Hennebont (bretonisch Kanton Henbont) ist seit 1790 ein französischer Wahlkreis im Arrondissement Lorient, im Département Morbihan und in der Region Bretagne; sein Hauptort ist Hennebont. 

## Lage
Der Kanton liegt im westlichen Teil des Départements Morbihan in der Nähe von Lorient. 

## Geschichte
Der Kanton entstand am 15. Februar 1790. Von 1801 bis 2015 gehörten vier Gemeinden zum Kanton Hennebont. Mit der Neuordnung der Kantone in Frankreich wechselten 2015 zwei der vier bisherigen Gemeinden zu anderen Kantonen (Guidel und Pluvigner). Hinzu kamen dagegen vier der neun Gemeinden des Kantons Port-Louis.

## Gemeinden

### Kanton Hennebont seit 2015
Der Kanton besteht aus sechs Gemeinden mit insgesamt 43.487 Einwohnern (Stand: 1. Januar 2022) auf einer Gesamtfläche von 185,92 km²:
| Gemeinde         | Bretonisch  | Einwohner (2022) | Fläche (km²) | Code postal | Code Insee |
| ---------------- | ----------- | ---------------- | ------------ | ----------- | ---------- |
| Hennebont        | Henbont     | 15.831           | 18,57        | 56700       | 56083      |
| Kervignac        | Kervignag   | 7.085            | 39,56        | 56700       | 56094      |
| Languidic        | Langedig    | 8.046            | 109,08       | 56440       | 56101      |
| Locmiquelic      | Lokmikaelig | 4.094            | 3,58         | 56570       | 56118      |
| Port-Louis       | Porzh-Loeiz | 2.689            | 1,07         | 56290       | 56181      |
| Riantec          | Rianteg     | 5.742            | 14,06        | 56670       | 56193      |
| Kanton Hennebont | Henbont     | 43.487           | 185,92       | -           | 5606       |

### Kanton Hennebont bis 2015
Der alte Kanton Hennebont umfasste bis zur landesweiten Neugliederung der Kantone 2015 vier Gemeinden auf einer Fläche von 178,35 km². Diese waren: Brandérion, Hennebont (Hauptort), Inzinzac-Lochrist und Languidic.

## Bevölkerungsentwicklung
| 1962   | 1968   | 1975   | 1982   | 1990   | 1999   | 2007   |
| ------ | ------ | ------ | ------ | ------ | ------ | ------ |
| 22.891 | 22.390 | 23.139 | 25.351 | 26.543 | 26.249 | 28.036 |